# Lipovnik
Lipovnik falu Horvátországban Varasd megyében. Közigazgatásilag Klenovnikhoz  tartozik.

## Fekvése
Varasdtól 22 km-re délnyugatra, községközpontjától 2 km-re keletre fekszik.

## Története
A települést csak 1953-óta tartják számon önállóan, ekkor 441 lakosa volt. 2001-ben 115 háztartása és 418 lakosa volt.

## Külső hivatkozások
- A község független internetes portálja